# Ivan Firer
Ivan Firer, né le 19 novembre 1984 à Celje (Yougoslavie aujourd'hui Slovénie), est un ancien footballeur international slovène. Il a notamment joué au NK Domžale et à l'AJ Auxerre.

## Biographie
Lors de sa jeunesse, Ivan Firer pratique le tennis. Il est classé troisième joueur slovène de tennis de sa catégorie à l'âge de 12 ans.
Choisissant le football, il débute en troisième puis en quatrième division slovène à Rogatec dans le club du Mons Claudius, nom de la montagne qui surplombe la ville. Après un passage au NK Aluminij dans lequel il découvre la deuxième division slovène, il décide de partir en Islande au UMF Grindavík après l'appel d'un coach croate qui cherchait un attaquant. Après une saison et des problèmes financiers du club islandais, il retourne dans son club formateur du Mons Claudius.
En parallèle de son activité sportive, Ivan Firer exerce de nombreux métiers. Il a exercé le métiers de maître d'hôtel dans la station balnéaire de Rogaška Slatina, le métier de croupier ainsi que celui de facteur.
C'est finalement en 2010 qu'il signe son premier contrat pro au NK Celje. À cause de problèmes de blessure et de problème interne au club, il a fallu attendre 2012 et sa signature au NK Rudar Velenje pour que la carrière d'Ivan Firer décolle.
À la suite de deux bonnes saisons au NK Rudar Velenje, il est finalement appelé en équipe de Slovénie. Afin de pouvoir rejoindre la sélection, il reporte son mariage qui était programmé dans le même temps. Avec le numéro 10 sur le dos, le même que Lionel Messi, son adversaire du jour, Ivan Firer célèbre son unique sélection en équipe de Slovénie le 7 juin 2014 en jouant cinq minutes lors de la défaite 2-0 de la Slovénie contre l'Argentine dans un match amical se déroulant à La Plata.
Après un retour au NK Celje, il décide finalement de partir au Vietnam où on lui propose un contrat intéressant financièrement. Après un an et deux clubs visités, Ivan Firer fait son retour en Slovénie en signant au NK Domžale. Grâce à la victoire de son club en Coupe de Slovénie, Ivan Firer participe à la Ligue Europa ce qui lui permet d'accroître sa visibilité. Après un affrontement aller-retour contre l'Olympique de Marseille (1-1, 0-3), il est repéré par l'AJ Auxerre. Il signe finalement dans le club icaunais le 31 août 2017.
Après un début de saison où il est aligné à 13 reprises dont 8 titularisations, il disparaît totalement des radars après le changement d'entraîneur à l'AJ Auxerre lors duquel Pablo Correa remplace Francis Gillot.
Il termine la saison sans marquer de but en pro mais inscrit tout de même un but avec la réserve en National 3 lors d'une victoire 4 à 0 contre la réserve du Dijon FCO, le rival principal du club auxerrois.
Le 21 juin 2018, il résilie son contrat avec l'AJ Auxerre.
Le 02 décembre 2024 il remporte la finale de la deuxième coupe de la ligue en salle pour vétérans avec le NK Zagorec Krapina, organisée par la fédération croates de Football. Il termine la compétition avec le titre de meilleur joueur.

## Statistiques
| Saison                | Club                  | Championnat           | Championnat | Championnat | Coupe(s) nationale(s) | Coupe(s) nationale(s) | Compétition(s) continentale(s) | Compétition(s) continentale(s) | Compétition(s) continentale(s) | Slovénie | Slovénie | Total | Total |
| Saison                | Club                  | Division              | M.          | B.          | M.                    | B.                    | Comp.                          | M.                             | B.                             | M.       | B.       | M.    | B.    |
| 2001-2002             | NK Mons Claudius      | 3.SNLS                | 13          | 7           | -                     | -                     | -                              | -                              | -                              | -        | -        | 13    | 7     |
| 2002-2003             | NK Mons Claudius      | 3.SNLS                | 18          | 5           | -                     | -                     | -                              | -                              | -                              | -        | -        | 18    | 5     |
| 2003-2004             | NK Mons Claudius      | MNZ Celje             | -           | -           | -                     | -                     | -                              | -                              | -                              | -        | -        | 0     | 0     |
| 2004-2005             | NK Mons Claudius      | Styrian League        | -           | -           | -                     | -                     | -                              | -                              | -                              | -        | -        | 0     | 0     |
| 2005-2006             | NK Mons Claudius      | Styrian League        | -           | -           | -                     | -                     | -                              | -                              | -                              | -        | -        | 0     | 0     |
| Sous-total            | Sous-total            | Sous-total            | 31          | 12          | -                     | -                     | -                              | -                              | -                              | -        | -        | 31    | 12    |
| 2006-2007             | NK Aluminij           | 2.SNL                 | 25          | 5           | -                     | -                     | -                              | -                              | -                              | -        | -        | 25    | 5     |
| Sous-total            | Sous-total            | Sous-total            | 25          | 5           | -                     | -                     | -                              | -                              | -                              | -        | -        | 25    | 5     |
| 2007                  | UMF Grindavík         | 1. deild karla        | 14          | 4           | -                     | -                     | -                              | -                              | -                              | -        | -        | 14    | 4     |
| Sous-total            | Sous-total            | Sous-total            | 14          | 4           | -                     | -                     | -                              | -                              | -                              | -        | -        | 14    | 4     |
| 2008-2009             | NK Mons Claudius      | 3.SNLV                | 22          | 12          | -                     | -                     | -                              | -                              | -                              | -        | -        | 22    | 12    |
| 2009-2010             | NK Mons Claudius      | 3.SNLV                | 10          | 5           | -                     | -                     | -                              | -                              | -                              | -        | -        | 10    | 5     |
| Sous-total            | Sous-total            | Sous-total            | 32          | 17          | -                     | -                     | -                              | -                              | -                              | -        | -        | 32    | 17    |
| 2009-2010             | ND Dravinja           | 2.SNL                 | 12          | 11          | -                     | -                     | -                              | -                              | -                              | -        | -        | 12    | 11    |
| Sous-total            | Sous-total            | Sous-total            | 12          | 11          | -                     | -                     | -                              | -                              | -                              | -        | -        | 12    | 11    |
| 2010-2011             | Drava Ptuj            | 2.SNL                 | 15          | 8           | 1                     | 1                     | -                              | -                              | -                              | -        | -        | 16    | 9     |
| Sous-total            | Sous-total            | Sous-total            | 15          | 8           | 1                     | 1                     | -                              | -                              | -                              | -        | -        | 16    | 9     |
| 2010-2011             | NK Celje              | 1.SNL                 | 15          | 2           | -                     | -                     | -                              | -                              | -                              | -        | -        | 15    | 2     |
| 2011-2012             | NK Celje              | 1.SNL                 | 15          | 3           | 3                     | 2                     | -                              | -                              | -                              | -        | -        | 18    | 5     |
| Sous-total            | Sous-total            | Sous-total            | 30          | 5           | 3                     | 2                     | -                              | -                              | -                              | -        | -        | 33    | 7     |
| 2011-2012             | NK Šmarje pri Jelšah  | Styrian League        | 5           | 0           | -                     | -                     | -                              | -                              | -                              | -        | -        | 5     | 0     |
| Sous-total            | Sous-total            | Sous-total            | 5           | 0           | -                     | -                     | -                              | -                              | -                              | -        | -        | 5     | 0     |
| 2012-2013             | Rudar Velenje         | 1.SNL                 | 31          | 4           | 2                     | 0                     | -                              | -                              | -                              | -        | -        | 33    | 4     |
| 2013-2014             | Rudar Velenje         | 1.SNL                 | 34          | 5           | 6                     | 2                     | -                              | -                              | -                              | 1        | 0        | 41    | 7     |
| 2014-2015             | Rudar Velenje         | 1.SNL                 | 36          | 9           | 1                     | 0                     | C3                             | 2                              | 0                              | -        | -        | 39    | 9     |
| Sous-total            | Sous-total            | Sous-total            | 101         | 18          | 9                     | 2                     | -                              | 2                              | 0                              | 1        | 0        | 113   | 20    |
| 2015-2016             | NK Celje              | 1.SNL                 | 19          | 4           | 3                     | 3                     | C3                             | 2                              | 1                              | -        | -        | 24    | 8     |
| Sous-total            | Sous-total            | Sous-total            | 19          | 4           | 3                     | 3                     | -                              | 2                              | 1                              | -        | -        | 24    | 8     |
| 2016                  | Thanh Hóa FC          | V-league              | 11          | 3           | -                     | -                     | -                              | -                              | -                              | -        | -        | 11    | 3     |
| Sous-total            | Sous-total            | Sous-total            | 11          | 3           | -                     | -                     | -                              | -                              | -                              | -        | -        | 11    | 3     |
| 2016                  | Becamex Bình Dương FC | V-league              | 13          | 4           | -                     | -                     | -                              | -                              | -                              | -        | -        | 13    | 4     |
| Sous-total            | Sous-total            | Sous-total            | 13          | 4           | -                     | -                     | -                              | -                              | -                              | -        | -        | 13    | 4     |
| 2016-2017             | NK Domžale            | 1.SNL                 | 14          | 4           | 2                     | 1                     | -                              | -                              | -                              | -        | -        | 16    | 5     |
| 2017-2018             | NK Domžale            | 1.SNL                 | 5           | 0           | -                     | -                     | C3                             | 8                              | 2                              | -        | -        | 13    | 2     |
| Sous-total            | Sous-total            | Sous-total            | 19          | 4           | 2                     | 1                     | -                              | 8                              | 2                              | -        | -        | 29    | 7     |
| 2017-2018             | AJ Auxerre            | Ligue 2               | 12          | 0           | 1                     | 0                     | -                              | -                              | -                              | -        | -        | 13    | 0     |
| Sous-total            | Sous-total            | Sous-total            | 12          | 0           | 1                     | 0                     | -                              | -                              | -                              | -        | -        | 13    | 0     |
| 2018-2019             | NK Rogaška            | 2.SNL                 | 18          | 6           | 1                     | 0                     | -                              | -                              | -                              | -        | -        | 19    | 6     |
| Sous-total            | Sous-total            | Sous-total            | 18          | 6           | 1                     | 0                     | -                              | -                              | -                              | -        | -        | 19    | 6     |
| Total sur la carrière | Total sur la carrière | Total sur la carrière | 335         | 90          | 20                    | 9                     | -                              | 12                             | 3                              | 1        | 0        | 368   | 102   |

## Palmarès
UMF Grindavík
- Champion d'Islande D2 en 2007.

 NK Domžale
- Vainqueur de la Coupe de Slovénie en 2017.

 NK Zagorec Krapina
- Vainqueur de la Coupe de la Ligue en salle vétéran Croate en 2024.

### Bilan par compétition
| Compétition     | Matchs | Buts |
| --------------- | ------ | ---- |
| Ligue Europa    | 12     | 3    |
| 1.SNL           | 169    | 31   |
| 2.SNL           | 70     | 30   |
| 3.SNL           | 63     | 29   |
| Pokal Slovenije | 19     | 9    |
| 1. deild karla  | 14     | 4    |
| V-league        | 24     | 7    |
| Ligue 2         | 12     | 0    |
| Coupe de France | 1      | 0    |